# Philaeus corrugatulus
Philaeus corrugatulus là một loài nhện trong họ Salticidae.
Loài này thuộc chi Philaeus. Philaeus corrugatulus được Embrik Strand miêu tả năm 1917.